# Сумчатые львы (род)
Сумчатые львы (лат. Thylacoleo, от греч. θύλακος — «сумка», лат. leo — «лев») — род вымерших хищных сумчатых из отряда двурезцовых. Сумчатый лев Thylacoleo carnifex, ископаемые остатки которого находят в отложениях позднего плейстоцена во всех штатах Австралии, являлся крупнейшим хищником Австралии своего времени и последним представителем рода. Его высота в холке составляла 70 см, а масса более 110 кг, примерно как у ягуара. Thylacoleo crassidentatus был заметно мельче, ростом с собаку. Род возник предположительно около 2 миллионов лет назад и вымер около 45 000 лет назад (поздний плиоцен — поздний плейстоцен). Последние сумчатые львы жили одновременно с первобытными аборигенами Австралии, которые, возможно стали одной из основных причин вымирания сумчатых львов, как и остальной мегафауны Австралии. На вымирание, вероятно, повлияли также климатические факторы (повышение аридности климата Австралии).

## Классификация
- Thylacoleo carnifex — Сумчатый лев
- Thylacoleo crassidentatus
- Thylacoleo hilli